# Composizioni di Josef Strauss

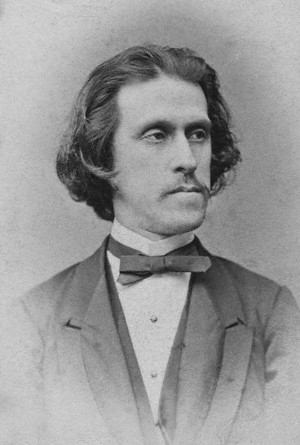
Josef Strauss (1827-1870)

Lista delle composizioni di Josef Strauss.

## Per numero d'opera

### Opus 1 - 99
- Op.1 - Die Ersten und Letzen (Il primo e l'ultimo), Walzer (1853)
- Op.2 - Vergißmeinnicht (Nontiscordardimé), Polka Mazur (1855)
- Op.3 - Sturm-Quadrille (Quadriglia della tempesta) (1855)
- Op.4 - Mille fleurs-Polka (1855)
- Op.5 - Flinserln, Walzer (1855)
- Op.6 - Tarantel-Polka (1855)
- Op.7 - Vielliebchen, Polka Mazur  (1855)
- Op.8 - Bacchanten-Quadrille (1855)
- Op.9 - Punsch-Polka (1855)
- Op.10 - Bauern-Polka Mazur (1856)
- Op.11 - Rendez-vous-Quadrille (1856)
- Op.12 - Die Ersten nach den Letzten. Walzer (1854)
- Op.13 - Wiener Polka (1854)
- Op.14 - Avantgarde-Marsch (1856)
- Op.15 - Titi-Polka (1856)
- Op.16 - Die Vorgeiger, Walzer (1856)
- Op.17 - Maiblümchen, Polka Mazurka (1856)
- Op.18 - Wiegenlieder, Walzer (1856)
- Op.19 - Lustlager-Polka (1856)
- Op.20 - Schottischer Tanz (1856)
- Op.21 - Policinello-Quadrille (1856)
- Op.22 - Sehnsucht, Polka Mazur (1856)
- Op.23 - Jou-Jou-Polka (1856)
- Op.24 - Armee-Marsch (1856)
- Op.25 - Kadi-Quadrille (1856)
- Op.26 - Die guten, alten Zeiten, Walzer (1856)
- Op.27 - Jucker-Polka (1856)
- Op.28 - Sylphide, Polka française (1856)
- Op.29 - Die Veteranen, Walzer (1856)
- Op.30 - Ball-Silhuetten, Walzer (1857)
- Op.31 - Herzbleamerl, Polka Mazurka (1857)
- Op.32 - Dioscuren-Quadrille (1857)
- Op.33 - Masken-Polka (1857)
- Op.34 - Mai-Rosen, Walzer (1857)
- Op.35 - Une pensée, Polka Mazur (1857)
- Op.36 - Liechtenstein-Marsch (1857)
- Op.37 - Csikos-Quadrille (1857)
- Op.38 - Gedenke mein, Polka (1857)
- Op.39 - Perlen der Liebe. Conzert-Walzer (1857)
- Op.40 - La simplicité Polka française (1857)
- Op.41 - Wallonen-Marsch (1857)
- Op.42 - La chevaleresque, Polka Mazurka (1857)
- Op.43 - Steeple-chease, Polka (1857)
- Op.44 - Fünf Kleeblad'ln, Walzer (1857)
- Op.45 - Parade-Quadrille (1857)
- Op.46 - Musen-Quadrille (1858)
- Op.47 - Frauenblätter, Walzer (1858)
- Op.48 - Harlekin-Polka (1858)
- Op.49 - Die Amazone, Polka Mazur (1858)
- Op.50 - Nymphen-Polka (1858)
- Op.51 - Zeitbilder, Walzer (1858)
- Op.52 - Matrosen-Polka (1858)
- Op.53 - Defilier-Marsch (1858)
- Op.54 - Flora, Polka Mazurka (1858)
- Op.55 - Bon-Bon-Polka (1858)
- Op.56 - Liebesgrüße, Walzer (1858)
- Op.57 - Moulinet-Polka (1858)
- Op.58 - Bivouac-Quadrille (1858)
- Op.59 - Österreichischer Kronprinzen-Marsch (1858)
- Op.60 - Laxenburger Polka (1858)
- Op.61 - Wiener Kinder, Walzer (1858)
- Op.62 - Flattergeister, Walzer (1858)
- Op.63 - Waldröslein, Polka Mazur (1858)
- Op.64 - Lanciers-Quadrille (1858)
- Op.65 - Caprice-Quadrille (1858)
- Op.66 - Wintermärchen, Walzer (1859)
- Op.67 - Minerva, Polka Mazur (1859)
- Op.68 - Soll und Haben, Walzer (1859)
- Op.69 - Saus und Braus, Polka (1859)
- Op.70 - Die Kokette, Polka française (1859)
- Op.71 - Schwert und Leier, Walzer (1859)
- Op.72 - Amanda, Polka Mazur (1859)
- Op.73 - Sympathie, Polka Mazur (1859)
- Op.74 - Elfen-Polka (1859)
- Op.75 - Sturm-Polka (1859)
- Op.76 - Adamira-Polka (1860)
- Op.77 - Die Naive, Polka française (1860)
- Op.78 - Gurli-Polka (1860)
- Op.79 - Waldbleamel'n, Ländler (1860)
- Op.80 - Stegreif-Quadrille (1860)
- Op.81 - Cupido-Polka française (1860)
- Op.82 - Euterpe Polka Mazurka (1860)
- Op.83 - Figaro-Polka (1860)
- Op.84 - Cyclopen-Polka (1860)
- Op.85 - Die Zufälligen, Walzer (1860)
- Op.86 - Erzherzog Karl-Marsch (1860)
- Op.87 - Helden-Gedichte, Walzer (1860)
- Op.88 - Immergrün, Polka Mazurka (1860)
- Op.89 - Mignon-Polka (française) (1860)
- Op.90 - Gruß an München, Polka française (1860)
- Op.91 - Lustschwärmer, Walzer (1860)
- Op.92 - Turner-Quadrille (1860)
- Op.93 - Tag und Nacht, Polka (1860)
- Op.94 - Bellona, Polka Mazur (1860)
- Op.95 - Diana. Polka française (1860)
- Op.96 - Sternschnuppen, Walzer (1860)
- Op.97 - Débardeurs-Quadrille (1861)
- Op.98 - Schabernack-Polka schnell (1861)
- Op.99 - Zephir-Polka française (1861)

### Opus 100 - 199
- Op.100 - Die Kosende, Polka Mazur (1861)
- Op.101 - Flammen, Walzer (1861)
- Op.102 - Maskengeheimnisse, Walzer (1861)
- Op.103 - Fortunio-Magellone-Daphnis-Quadrille (1861)
- Op.104 - Aus dem Wienerwald, Polka Mazur  (1861)
- Op.105 - Phönix-Marsch (1861)
- Op.106 - Blitz-Polka schnell (1861)
- Op.107 - Dornbacher Rendez-vous-Polka (1861)
- Op.108 - Wiener Bonmots, Walzer (1861)
- Op.109 - Die Soubrette, Polka schnell (1861)
- Op.110 - Die Schwebende, Polka Mazurka (1861)
- Op.111 - Die Sonderlinge, Walzer  (1861)
- Op.112 - Faust-Quadrille (1861)
- Op.113 - Irenen-Polka (1861)
- Op.114 - Zeisserln, Walzer (1861)
- Op.115 - Folichon-Quadrille (1862)
- Op.116 - Hesperus-Ball-Tänze (1862)
- Op.117 - Lachtaube, Polka Mazur (1862)
- Op.118 - Amazonen-Quadrille (1862)
- Op.119 - Amaranth, Polka française (1862)
- Op.120 - Die Tanzinterpellanten, Walzer (1862)
- Op.121 - Winterlust, Polka Schnell (1862)
- Op.122 - Lieb' und Wein, Polka Mazur (1862)
- Op.123 - Angelica-Polka française (1862)
- Op.124 - Glückskinder, Walzer (1862)
- Op.125 - Seraphinen-Polka française (1862)
- Op.126 - Neue Welt-Bürger, Walzer (1862)
- Op.127 - Vorwärts! Polka schnell (1862)
- Op.128 - Freudensgrüße, Walzer (1862)
- Op.129 - Brennende Liebe, Polka Mazur (1862)
- Op.130 - Touristen-Quadrille (1862)
- Op.131 - Musen-Klänge, Walzer (1863)
- Op.132 - [Günstige Prognosen, Walzer (1863)
- Op.133 - Auf Ferienreisen, Polka schnell (1863)
- Op.134 - Patti-Polka française (1863)
- Op.135 - Künstler-Caprice, Polka française (1863)
- Op.136 - Sturmlauf, Turner-schnellpolka (1863)
- Op.137 - Sofien-Quadrille nach beliebten Motiven (1863)
- Op.138 - Victor-Marsch (1863)
- Op.139 - Normen, Walzer (1863)
- Op.140 - Souvenir-Polka française (1863)
- Op.141 - Streich-Magnete, Walzer (1863)
- Op.142 - Fest-Marsch (1863)
- Op.143 - Associationen, Walzer (1863)
- Op.144 - Die Schwätzerin, Polka Mazur (1863)
- Op.145 - Cabriole-Polka schnell (1863)
- Op.146 - Deutscher Unions-Marsch (1863)
- Op.147 - Amouretten-Polka française (1863)
- Op.148 - Edelweiß, Polka Mazur (1863)
- Op.149 - Deutsche Sympathien, Walzer (1863)
- Op.150 - Wiener Couplets, Walzer (1863)
- Op.151 - Fantasiebilder, Walzer (1864)
- Op.152 - Rudolfsheimer Polka schnell (1863)
- Op.153 - Petitionen, Walzer (1864)
- Op.154 - Lebensgeister, Polka française (1864)
- Op.155 - Die Gazelle, Polka Mazur (1864)
- Op.156 - Die Clienten, Walzer (1864)
- Op.157 - Herold-Quadrille (1864)
- Op.158 - Die Industriellen, Walzer (1864)
- Op.159 - Gablenz-Marsch (1864)
- Op.160 - Abendstern-Polka française (1864)
- Op.161 - Pêle-mêle-Polka schnell (1864)
- Op.162 - Die Zeitgenossen, Walzer (1864)
- Op.163 - Die Idylle, Polka Mazur (1864)
- Op.164 - Dorfschwalben aus Österreich, Walzer (1864)
- Op.165 - Fashion, Polka française (1864)
- Op.166 - Frauenherz, Polka Mazur (1864)
- Op.167 - Arabella-Polka (1864)
- Op.168 - Les Géorgiennes, Quadrille (1864)
- Op.169 - Tournier-Quadrille (1864)
- Op.170 - Sport-Polka (1864)
- Op.171 - Einzugs-Marsch (1864)
- Op.172 - Herztöne, Walzer (1865)
- Op.173 - Geheime Anziehungskräfte (Dynamiden), Walzer (1865)
- Op.174 - Actionen, Walzer (1865)
- Op.175 - Colosseum-Quadrille (1865)
- Op.176 - Combinationen, Walzer (1865)
- Op.177 - Frisch auf! Polka Mazur (1865)
- Op.178 - Memento. Gedenkblätter, Walzer (1865)
- Op.179 - Schlaraffen-Polka française (1865)
- Op.180 - Causerie-Polka française (1865)
- Op.181 - Springinsfeld, Polka schnell (1865)
- Op.182 - Mailust, Polka française (1865)
- Op.183 - Stiefmütterchen, Polka Mazurka (1865)
- Op.184 - Transactionen, Walzer (1865)
- Op.185 - Verliebte Augen, Polka française (1865)
- Op.186 - Prinz Eugen-Marsch (1865)
- Op.187 - Flick und  Flock, quadrille (1865)
- Op.188 - Bouquet-Polka (schnell) (1864)
- Op.189 - Heilmethoden, Walzer (1866)
- Op.190 - Paulien, Poka-Mazur (1866)
- Op.191 - Deutsche Grüsse, Walzer (1866)
- Op.192 - Die Spinnerin, Polka française (1866)
- Op.193 - For Ever, Polka schnell (1866)
- Op.194 - Expensen (Expens-Noten), Walzer (1866)
- Op.195 - Thalia, Polka-Mazur (1866)
- Op.196 - Les Bergers, Schäfer-Quadrille nach Motiven der Operette: 'Die Schäfer von Jacques Offenbach' (1866)
- Op.197 - Helenen-Walzer (1866)
- Op.198 - Vereins-Lieder, Walzer (1866)
- Op.199 - Benedek-Marsch (1866)

### Opus 200 - 283
- Op.200 - Carriere-Polka schnell (1866)
- Op.201 - Wilde Rose, Polka Mazur (1866)
- Op.202 - Die Marketenderin, Polka française (1866)
- Op.203 - Schwalbenpost, Polka schnell (1866)
- Op.204 - Die Libelle, Polka Mazur (1866)
- Op.205 - Genien-Polka française (1866)
- Op.206 - Blaubart-Quadrille (1866)
- Op.207 - Friedenspalmen, Walzer (1866)
- Op.208 - Etiquette-Polka française (1866)
- Op.209 - Pariser Quadrille (1866)
- Op.210 - Schwarzenberg Monument-Marsch (1866)
- Op.211 - Farewell, Polka schnell (1866)
- Op.212 - Delirien, Walzer (1867)
- Op.213 - Theater-Quadrille (1867)
- Op.214 - Marien-Klänge, Walzer (1867)
- Op.215 - Arm in Arm, Polka Mazur (1867)
- Op.216 - Jocus-Polka (schnell) (1867)
- Op.217 - Gnomen-Polka française (1867)
- Op.218 - Wiener Leben, Polka française (1867)
- Op.219 - Allerlei. Polka schnell (1867)
- Op.220 - Hesperus-Ländler (1867)
- Op.221 - Die Windsbraut, Polka schnell (1867)
- Op.222 - Studententräume, Walzer (1867)
- Op.223 - Quadrille über beliebte Motive der komischen Oper: 'Die Großherzogin von Geroldstein von Jacques Offenbach' (1867)
- Op.224 - Crispino-Quadrille (1867)
- Op.225 - Ungarischer Krönungsmarsch (1867)
- Op.226 - Krönungslieder, Walzer (1867)
- Op.227 - Die Tänzerin, Polka française (1867)
- Op.228 - Victoria, Polka française (1867)
- Op.229 - Nachtschatten, Polka Mazur (1867)
- Op.230 - Im Fluge, Polka schnell (1867)
- Op.231 - In der Heimat! Polka Mazur (1867)
- Op.232 - Herbstrosen, Walzer (1868)
- Op.233 - Lock-Polka française (1868)
- Op.234 - Tanzadressen an die Preisgekrönten, Walzer (1868)
- Op.235 - Sphären-Klänge, Walzer (1868)
- Op.236 - Dithyrambe, Polka Mazur (1868)
- Op.237 - Galoppin-Polka (schnell) (1868)
- Op.238 - Tanz-Regulator, Polka française (1868)
- Op.239 - Wiener Stimmen, Walzer (1868)
- Op.240 - Eingesendet, Polka schnell (1868)
- Op.241 - Extempore, Polka française (1868)
- Op.242 - Hochzeits-Klänge, Walzer (1868)
- Op.243 - Disputationen, Walzer (1868)
- Op.244 - Margherita-Polka (1868)
- Op.245 - Plappermäulchen! Musikalischer Scherz. Polka schnell (1868)
- Op.246 - Genofeva-Quadrille (1868)
- Op.247 - Eile mit Weile. Polka (schnell) (1868)
- Op.248 - Die Sirene, Polka Mazurka (1868)
- Op.249 - Wiener Fresken, Walzer (1868)
- Op.250 - Schützen-Marsch (1868)
- Op.251 - Die Galante, Polka Mazurka (1868)
- Op.252 - Buchstaben-Polka française (1868)
- Op.253 - Freigeister-Polka schnell (1868)
- Op.254 - Ernst und Humor, Walzer (1868)
- Op.255 - Huldigungslieder, Walzer (1869)
- Op.256 - Perichole-Quadrille (1869)
- Op.257 - Concordia, Polka française (1869)
- Op.258 - Aquarellen, Walzer (1869)
- Op.259 - Vélocipéde, Polka schnell (1869)
- Op.260 - Consortien, Walzer (1869)
- Op.261 - Eislauf, Schnell-Polka (1869)
- Op.262 - Neckerei, Polka Mazurka (1869)
- Op.263 - Mein Lebenslauf ist Lieb' und Lust. Walzer (1869)
- Op.264 - Frohsinn, Polka française (1869)
- Op.265 - Toto-Quadrille (1869)
- Op.266 - Die tanzende Muse, Polka Mazur (1869)
- Op.267 - Die Naßwalderin, Ländler im Tempo der Polka Mazurka (1869)
- Op.268 - Andrassy-Marsch (1869)
- Op.269 - Feuerfest! Polka française (1869)
- Op.270 - Aus der Ferne. Polka Mazur (1869)
- Op.271 - Ohne Sorgen, Polka schnell (1869)
- Op.272 - Frohes Leben. Walzer (1869)
- Op.273 - En passant, Polka française (1869)
- Op.274 - Künstler-Gruß, Polka française (1870)
- Op.275 - Nilfluthen, Walzer (1870)
- Op.276 - Kakadu-Quadrille (1870)
- Op.277 - Frauenwürde, Walzer(1870)
- Op.278 - Jokey-Polka (schnell) (1870)
- Op.279 - Hesperusbahnen, Walzer (1870)
- Op.280 - Tanz-Prioritäten, Walzer (1870)
- Op.281 - Heiterer Muth, Polka française (1870)
- Op.282 - Die Emancipirte, Polka Mazur (1870)
- Op.283 - Rudolfs-Klänge, Walzer (1870)

## Senza numero d'opera (WoO)
- WoO - An Die Nacht, Ode per Coro Maschile e Orchestra (1858) (Probrabilmente Perduta)
- WoO - Hinter den Coulissen (1859)  (con Johann Strauss Jr.)
- WoO - Vaterländischer Marsch (1859) (con Johann Strauss Jr.)
- WoO - Monstre-Quadrille (1860) (con Johann Strauss Jr.)
- WoO - Ständchen (1861)
- WoO - Abendläuten, Idylle (1862)
- WoO  - Allegro fantastique (1862)
- WoO - Das musikalische Österreich, Potpourri (1864)
- WoO - An Die Hoffnung, Romanza (1865) (Probabilmente Perduta)
- WoO - Trifolien, Walzer (1865) (con Johann Strauss Jr. & Eduard Strauss)
- WoO - Schützen-Quadrille (1868) (con Johann Strauss Jr. & Eduard Strauss)
- WoO - Pizzicato-Polka (1869) (con Johann Strauss Jr.)
- WoO - Unbekannter Marsch
- WoO -  Mein Schones Wien (Pagina d'Album) e Heart's Sorrow)
- WoO - 121 Composizioni per piano (Tra le quali Elegie (Testo: Scritto sempre da lui) (1850-60)
- WoO - 500 Arrangiamenti (Tra le quali Kinderzenen, Op.15 No.7 Traumerei (Di Schumann) e Lied Ohne Wrote Libro 1, Op.19b (Di Mendelsohn)